# شهرستان روانسر
شهرستان روانسر یکی از شهرستان‌های استان کرمانشاه است. مرکز آن شهر روانسر است.
جمعیت این شهرستان در سال ۱۳۹۵، برابر با ۴۷٬۶۵۷ نفر بوده‌است.
شهرستان روانسر در دامنه کوه شاهو و در شمال غربی شهر کرمانشاه واقع است.
مردم این شهرستان به زبان کُردی سورانی اردلانی تکلم کرده و از نظر مذهبی نیز پیروی تسنن شافعی هستند.
در دوره پنجم مجلس شورای اسلامی با پیگیری‌های محمدرئوف قادری نماینده وقت این حوزه انتخابیه در مجلس شورای اسلامی تصویب وضعیت این نقطه از کشور از بخش به شهرستان تبدیل گردید و پس از چند سال این مصوبه اجرا شد.

## موقعیت جغرافیایی
شهرستان روانسر (نیکور باستان) در حدود ۵۵ کیلومتری شمال غرب کرمانشاه و در دامنه کوه یله ور (کوهستان شاهو (کوهستان)) قرار دارد. از ارتفاعات مهم اطراف آن می‌توان به ماه زرد، انجیره، شور و طاقه چرمی اشاره کرد. چشمه بزرگ سراب گنه خانی در روانسر سرچشمه اصلی رودخانه قره سو است. از دیگر رودخانه‌های اطراف آن یکی وشکه رو در شرق آن و دیگری گراب یا آوی خر در جنوب غربی آن است. بجز چشمه پرآب گنی خانی، دو چشمه سراب جاوری و سراب بروارین در نزدیکی روانسر واقع‌اند. آب و هوای آن نسبتاً سرد و مرطوب بوده و از میزان بارش سالانه چشمگیری برخوردار است. اقتصاد آن عمدتاً متکی به کشاورزی و دامداری است. شهرستان روانسر دارای یک بخش به نام بخش شاهو وسه دهستان به نام‌های دولت‌آباد، حسن‌آباد و بدر آباد است. روانسر تا چند دهه پیش شامل روانسر و گرمه خانی بود که پس از انقلاب هر دو گسترش یافته وشهرستان روانسر امروزین را تشکیل دادند. علاوه بر این اراضی ما بین روانسر و شهرک روانسر نیز امروزه مسکونی شده که به زمین شهری مشهور است. از روستاهای اطراف روانسر می‌توان از بدر آباد، مسکین آباد، گله چرمی، سر دم، بنچله، خانیله و کانی کبود نام برد. برخی از قدمگاه‌ها و اماکن مقدسه اطراف روانسر ویس، سه سواره، هوری مرد، [بابا حیران] و شیخ سرا هستند. زبان مردم محلی کردی و اهل تسنن هستند.
شهرستان روانسر از شمال با استان کردستان؛ از غرب با شهرستان جوانرود؛ از شرق و جنوب با شهرستان کرمانشاه و از جنوب غربی هم با دالاهو همجواری دارد.

## دانشگاه‌ها
نخستین مرکز آموزش عالی در  شهرستان روانسر دانشگاه پیام نور واحد روانسر بود که در سال ۱۳۸۶ تأسیس شد. دانشگاه آزاداسلامی در سال ۱۳۸۷ و دانشگاه علمی-کاربردی نیز در سال ۱۳۸۸ تاسیس شدند.

## مکان‌های عمومی
- کتابخانه عمومی فجر
- کتابخانه عمومی سید محمدطاهر هاشمی
- کتابخانه عمومی شهدای شهر شاهو

## آثار باستانی و جاذبه‌های توریستی
روانسر دارای آثار پیش از تاریخی و تاریخی مهمی است و از این لحاظ درباستان‌شناسی غرب کشور جایگاه ویژه‌ای دارد. قدیمی‌ترین آثار سکونت انسان در اطراف روانسر به دوره پارینه سنگی میانی تا فرا پارینه سنگی بازمی‌گردد که بیش از حداقل از حدود ۵۰ هزار سال تا ۱۲ هزار سال پیش را شامل می‌شود که بقایای آن‌ها در غارهای کولیان و جاوری و همچنین رودخانه گراب (آوی خر) یافت شده‌است. از دیگر کشفیات قدیمی روانسر یک دندان آسیای فیل است که مربوط به دوران یخبندان است و در نزدیکی شهرک روانسر کشف شده‌است. از آثار مهم دیگر روانسر تپه موسایی است که از اوایل دوره مس و سنگ (حدود ۷ هزار سال پیش) تا زمان‌های اخیر مورد سکونت انسان بوده‌است. دخمه روانسر که مردم روانسر به آن «کۆشک» می‌گویند نیز در دیواره کوه قله در شمال شرقی روانسر واقع است که به دوره ماد بازمی‌گردد. این دخمه شامل یک اتاقک کوچک است که ورودی آن به سمت شرق و مشرف به رودخانه وشکه رو است. نقش اهورامزدا، یک شخص روحانی و توده‌ای هیزم در سمت راست ورودی این دخمه دیده می‌شود. یک پایه ستون نیز در کنار سراب گنه خانی وجود دارد به اسم «تختی زنگی» که احتمالاً هم‌زمان با دخمه ساخته شده‌است و نشان دهنده وجود یک کاخ یا سازه‌ای کوچکتر در نزدیکی چشمه در دوران هخامنشی است. همچنین گورستانی از دوره اسلامی با سنگ قبرهای کتیبه دار به خط کوفی در دامنه شمالی کوه قله وجود داشت که متأسفانه طی سالیان اخیر تابود شده یا به تاراج رفته‌است. در دوره آشور نیز روانسر یکی از پایگاه‌های این سلسله بوده که نیکور خوانده می‌شد.
یکی دیگر از جاذبه‌های دیدنی و بسیار زیبای شهرستان روانسر غار قوری قلعه در بخش شاهو از شهرستان روانسر قرار دارد می‌باشد.
این غار در ۲۵ کیلومتری شهر روانسر قرار دارد از غارهای کارستی منطقه است که احتمالاً غاری جوانی است که حاصل فرایندهای انحلالی کواترنری است. قدمت آن به ۶۵ میلیون سال می‌رسد و تنها ۳۰ سال از شناسایی آن می‌گذرد و به عنوان یکی از هفت اثر طبیعی ملی ایران، به ثبت رسیده‌است. در سال ۱۳۵۵ هجری شمسی یک گروه از غارشناسان انگلیسی و در سال ۱۳۵۶ و نیز گروه دیگری از غارنوردان فرانسوی موفق به کشف کامل این اثر شدند. عمق حوضچه‌های این غار به ۱۴ متر می‌رسد همچنین دمای داخل غار۷ تا ۱۱ درجه‌است و در تمام فصول سال ثابت است. این اثر طبیعی دارای تالارهای زیبا در ۱۴۰۰متری و ۵۰۰ متری به نام‌های تالار مریم، تالار کوهان شتر، تالار مسیر برزخ، تالار بلور و تالار عروس می‌باشد. این غار یکی از زیباترین جاذبه‌های دیدنی شهرستان روانسر می‌باشد. در جریان تسطیح دهانه غار قوری قلعه آثاری از اواخر دوره ساسانی در کف کشف شد که شامل هشت عدد ظرف نقره‌ای با نقش کبک و پرندگان شکاری و درنا، تکه‌های سفال و پانزده سکه ساسانی مربوط به یزدگرد سوم است. بر روی دو ظرف نیز کتیبه‌هایی به خط پهلوی میانه نوشته شده که توسط متخصصین ایرانی ترجمه شده‌است. ظروف نقره از نظر متخصصان ساخت منطقه اورامان بوده و محلی هستند. غارهای اطراف قوری قلعه بر اساس مطالعات باستان‌شناسی از حدود ۵۰ هزار سال پیش تا حدود ۱۲ هزار سال پیش مسکن شکارچیان عصر سنگ بوده‌است.
علاوه بر غار قوری قلعه غارهای متعدد دیگری در کوه شاهو وجود دارد از جمله غارهایی که توسط گروه اکتشافی فرانسوی‌ها در چند دهه قبل کشف شدند. در کوه یله ور نیز غاری قائم با عمق بیش از ۱۰۰ متر توسط دفتر مطالعات و تحقیقات کارست غرب کشور و به سرپرستی کمال طاهری و علی اکبر مرادنژاد کشف شد که می‌تواند جاذبه جالبی برای غارنوردان باشد.
علاوه بر این وجود آثار طبیعی از جمله مناظر طبیعی و چشم‌اندازهای زیبا در فصل بهار می‌تواند روانسر را به عنوان قطب گردشگری طبیعی و البته کارست‌شناسی تبدیل کند. از دیگر نقاط دیدنی این شهرستان سراب روانسر و سراب جاوری است.

## تقسیمات کشوری
- بخش مرکزی
  - دهستان بدر
  - دهستان حسن‌آباد
  - دهستان دولت‌آباد
  - دهستان زالو آباد

شهرها: روانسر
- بخش شاهو
  - دهستان قوری‌قلعه
  - دهستان منصورآقایی

شهرها: شاهو

## صنایع و معادن
معادن استان کرمانشاه در قالب پنج پهنۀ معدنی دسته‌بندی شده‌اند. بر این اساس در پهنۀ جوانرود-روانسر معادن سیلیس شناسایی شده‌است.
«پتروشیمی آوات اورامان» با هدف تولید ۵۰۰۰۰ تن EPDM در سال در شهرک صنعتی روانسر در حال ساخت است که ۹۸٪ سهام آن به شرکت صنایع پتروشیمی خلیج‌فارس تعلق دارد.

## بهداشت و درمان
شهرستان روانسر تا سال ۱۴۰۲ فاقد بیمارستان بود. کار تجهیز و تغییر کاربری مرکز درمان بستر شهرستان روانسر از سال ۱۴۰۱ آغاز شد و در ۲۱ تیر ۱۴۰۲ با عنوان بیمارستان ۳۲ تختخوابی امام رضا افتتاح شد. علاوه بر این بیمارستان ۶۴ تختخوابی دیگری نیز در روانسر در حال ساخت است.